# Мирпуа (Арьеж)
Мирпуа́ (фр. Mirepoix) — коммуна в департаменте Арьеж, на дороге между Каркасоном и Памье, с населением 3,3 тыс. жит. (2009).
Наиболее славная страница истории Мирпуа связана с XII веком, когда город был сердцем движения катаров. В 1209 г. его завоевал маршал де Леви. Его потомки из рода Леви владели Мирпуа на протяжении последующих 700 лет, успешно защищая свои права от притязаний графов де Фуа. Некоторые из их числа носили титулы епископов и герцогов Мирпуа. В Средние века Мирпуа часто страдал от затопления водами реки Эр-Виф; после очередного наводнения (1289) барон де Леви повелел перенести его на более возвышенное место.
Из памятников старины в Мирпуа сохранились готический собор (восстановленный Мериме и Виолле-ле-Дюком), епископский дворец XV века постройки (ныне обращён в музей), замок Террид, старинный «особняк консулов» и родной дом маршала Клозеля.